# 瓊卡拉尼山
18°8′15″S 68°28′15″W / 18.13750°S 68.47083°W
瓊卡拉尼山（Chunkarani），是玻利維亞的山峰，位於該國西部奧魯羅省的薩亞馬省，處於阿蘇阿蘇尼火山東北面，屬於安第斯山脈的一部分，海拔高度5,076米。